# Кужолок
Кужолок — река в России, протекает по территории Килемарского района Республики Марий Эл. Устье реки находится в 133 км от устья Большой Кокшаги по правому берегу. Длина реки составляет 20 км, площадь водосборного бассейна — 85,2 км².
Река течёт на юго-восток. Всё течение реки походит по заболоченному лесному массиву к северу от территории заповедника Большая Кокшага. В нижнем течении протекает рядом с деревней Кужолок. Восточнее её впадает в Большую Кокшагу.

## Данные водного реестра
По данным государственного водного реестра России относится к Верхневолжскому бассейновому округу, водохозяйственный участок реки — Волга от Чебоксарского гидроузла до города Казань, без рек Свияга и Цивиль, речной подбассейн реки — Волга от впадения Оки до Куйбышевского водохранилища (без бассейна Суры). Речной бассейн реки — (Верхняя) Волга до Куйбышевского водохранилища (без бассейна Оки).
Код объекта в государственном водном реестре — 08010400712112100000787.